# Diospyros kamerunensis
Espèce
Synonymes
- Diospyros pallescens A.Chev.[2]
- Diospyros sphaerocarpa Pierre ex De Wild.[2]

Diospyros kamerunensis est une espèce de plantes à fleurs de la famille des Ebenaceae. C'est un arbre originaire d'Afrique.

## Description
C’est un arbre ou arbuste qui peut atteindre jusqu’à 17 mètres de haut et 30 cm de diamètre. La surface de l'écorce est rugueuse, finement fissurée, de couleur gris verdâtre. L’écorce interne est beaucoup plus mince. Le bois est rosé lorsqu'il est fraîchement coupé, devient souvent gris à brun-gris lors du séchage. Près du centre, le bois est parfois noirâtre. Pendant le séchage à l'air, il est susceptible de se fendre et de se tordre. Il est alors recommandé de sécher le bois en petites dimensions. En Afrique de l'Ouest, la floraison des arbres se produit généralement en septembre-octobre. Les fruits mûrissent environ 3 mois après la floraison.

## Habitat
Cet arbuste est dispersé du Liberia au Ghana et du Cameroun au Gabon. On dit qu'il est principalement originaire de la Côte d'Ivoire.

## Usage
Le bois de Diospyros kamerunensis est principalement utilisé localement et parfois commercialisé sur le marché international avec d'autres bois d'ébène, souvent sous le nom d' «ébène du Cameroun » (Cameroon Ebony). À partir du bois, on peut fabriquer des haches, des lances, des poteaux et des cabanes, mais aussi des poignées de portes, des ustensiles ménagers et des tambours. La tige dure de l’arbre est parfois utilisée comme corde et la pulpe de son fruit mûr est comestible. Les branches flexibles sont utilisées pour construire des pièges. Dans la médecine traditionnelle, on administre des décoctions d'écorces et de brindilles feuillues, souvent en mélange avec d'autres plantes médicinales, pour soigner les affections cutanées causées par des champignons, un saignement utérin excessif et une varicelle. L'écorce sert à traiter la diarrhée.